# Callionymus belcheri
Callionymus belcheri är en fiskart som beskrevs av Richardson, 1844. Callionymus belcheri ingår i släktet Callionymus och familjen sjökocksfiskar. Inga underarter finns listade.